# Ein heißer November
Ein heißer November (Originaltitel: Un bellissimo novembre, deutscher Alternativtitel Ein schöner November) ist ein italienisch-französisches Filmdrama mit komischen Zügen aus dem Jahr 1969 von Mauro Bolognini. Das Drehbuch verfassten Lucia Drudi Demby, Antonio Altoviti und Attilio Riccio. Als Vorlage diente ihnen der gleichnamige Roman von Ercole Patti. Die Hauptrollen sind mit Gina Lollobrigida, André Laurence, Gabriele Ferzetti und Paolo Turco besetzt. Seine Weltpremiere hatte der Film am 5. April 1969 in Italien. In Deutschland konnte man ihn erstmals am 3. Oktober 1969 im Kino sehen.

## Handlung
Ein paar Tage nach Allerheiligen trifft sich eine weitverzweigte sizilianische Sippe auf ihrem Landschloss bei Catania. Die jüngere Generation hat längst erkannt, dass hinter der vornehmen Kulisse und der so strengen Moral viel Heuchelei verborgen ist. Deshalb fühlt sich der siebzehnjährige Nino besonders zu seiner schönen Tante Cettina hingezogen, die als schwarzes Schaf der Familie gilt, weil sie seinerzeit in eine nicht ganz gebilligte Ehe durchbrannte. Selbstgefällig facht die erfahrene Frau aber in dem erwachten jungen Mann das Feuer einer glühenden Leidenschaft an, verführt ihn nach allen Regeln der Kunst – und tut dann sehr erstaunt, als Nino voll rasender Eifersucht seinen Platz nicht mit einem älteren Liebhaber teilen will. Die bei ihm flüchtig aufgekeimte Hoffnung, Cettina gegen alle Konventionen ganz an sich zu binden, erlischt.
Nino resigniert, stürzt sich in eine Ehe mit einer jungen Cousine – und wird das gewohnte Spiel ohne offene Rebellion mitspielen. Schon an der Kirchentür tauscht er mit seiner attraktiven Tante ein leises „Auf bald!“.

## Kritik
Das Lexikon des internationalen Films urteilt: „Ambitionierte Romanverfilmung in gepflegt dekorativem Stil, die sich weniger der Sozialkritik als der unterhaltsamen Darstellung gängiger Geschlechtsmoral verschreibt.“ Der Evangelische Film-Beobachter fasst seine Kritik so zusammen: „Treffend besetzter und ambitioniert gestalteter Film, der seine Gesellschaftskritik mehr hintergründig durch viele gut beobachtete Einzelheiten vorträgt, sie aber durch einen stark erotisch gefärbten Handlungsfaden etwas verdeckt. Ab 18 eindrucksvoll.“